# (100186) 1994 BL2
(100186) 1994 BL2 es un asteroide perteneciente al cinturón de asteroides, descubierto el 19 de enero de 1994 por el equipo del Spacewatch desde el Observatorio Nacional de Kitt Peak, Arizona, Estados Unidos.